# Ivy (groupe)
Pour les articles homonymes, voir Ivy.
Ivy est un groupe américain d'indie pop, originaire de New York, actif entre 1994 et 2012. Durant son existence, il se compose de trois musiciens new-yorkais — Adam Schlesinger, Andy Chase — et de la chanteuse française Dominique Durand.

## Histoire

### Origines et débuts (1991–1996)
La genèse du groupe commence en 1991 quand le multi-instrumentiste Adam Schlesinger répond à une annonce d'Andy Chase désireux de créer une musique pop influencée par The Go-Betweens, The House of Love, The Pastels, Prefab Sprout et The Smiths. La Française Dominique Durand, originaire de Paris, qui s'est installée à New York pour étudier l'anglais, les rejoint trois ans plus tard avec le même idéal musical, bien qu'elle n'ait jamais chanté dans un groupe, mais finalement convaincue par Chase et Schlesinger de le faire sur certaines démos. Sa présence enrichissante donne un coup d'accélérateur aux projets musicaux en attente qui passent à la vitesse supérieure. Le trio, à force de répétitions fructueuses, se retrouve bientôt avec suffisamment de matériel convaincant pour pouvoir commercialiser quelques chansons.
Le trois musiciens parviennent à signer un contrat chez Seed Records et sortent un premier titre, Get Enough, que le magazine britannique Melody Maker ne tarde pas à nommer single de l'année. L'EP Lately sort dans la foulée. Certains critiques voient dans la musique du trio une tentative réussie de distiller l'essence de la musique pop française dans l'industrie musicale américaine.
L'année suivant sort leur premier album, Realistic qui est salué par la critique sans atteindre le succès commercial, pas plus que les trois singles qui l'accompagnent. Durant cette période Ivy tourne  notamment avec Lloyd Cole et Saint Etienne.

### Apartment LifeetLong Distance(1997–2001)
À la suite de l'échec commercial de Realistic, Seed Records se sépare du groupe, lequel parvient à signer chez Atlantic Records pour sortir son deuxième album Apartment Life le 6 octobre 1997 qui est salué par la critique comme l'un des meilleurs albums de l'année. L'album reçoit encore plus d'attention lorsque This Is the Day et I Get the Message apparaissent sur la bande originale du film Mary à tout prix (There's Something About Mary). Cependant, Ivy, jugé pas suffisamment rentable pour Atlantic Records, est à nouveau abandonné par son label discographique.
Après une pause de quatre années et son lot de remises en questions, le trio revient finalement en force avec un troisième album signé chez Nettwerk qui va leur permettre de gagner en popularité. Long distance, qui sort en avant-première le 8 novembre 2000 au Japon, se vend très rapidement, accompagné de critiques très positives, la responsable du marketing de Nettwerk, Marie Scheibert, déclarant que les commandes de l'album représentent l'une des principales importations d'Amazon.
La sortie officielle le 10 juillet 2001 aux États-Unis confirme la tendance. Deux singles en sont extraits, le premier Lucy Doesn't Love You ne connaissant cependant pas l'ampleur du succès du deuxième, Edge of the Ocean, qui devient le seul single du groupe à figurer dans les charts au Royaume-Uni, en atteignant le no 160 du UK Singles Chart. Le titre, très atmosphérique, à la mélodie prégnante et proche de la Dream pop, apparait dans de nombreux films et programmes télévisés, notamment dans les films Angel Eyes, Le Come-Back et L'Amour extra-large (Shallow Hal), et dans la série télévisée Grey's Anatomy et Veronica Mars, ainsi que dans diverses campagnes publicitaires télévisées, entre autres pour Holland America Line en 2002 et American Airlines en 2011. Il est généralement considéré comme la chanson signature du groupe et le joyau de l'album, Rob Tannenbaum du New York Times, dressant une liste de ses 30 chansons les plus essentielles, y inclut Edge of the Ocean, seule chanson d'Ivy à figurer sur la liste, et qualifiée de moment fort de Long distance. Le clip vidéo qui l'accompagne devient le clip le plus regardé d'Ivy sur le site de partage de vidéos YouTube. Il est le seul single d'Ivy à avoir été commercialisé en vinyle (durant l'année 2001 en deux versions, l'une, vinyle 25 cm trois titres comprenant la version originale de Edge of the Ocean et la version alternative des chansons Hideaway et Only A Fool Would Say that, et l'autre, 33 cm quatre titres comprenant la version originale de la chanson et ses trois autres versions remixées).
Un autre titre de l'album, Worry About You, sans avoir connu de sortie single, devient populaire en devenant le générique du feuilleton Kingdom Hospital de Stephen King. Le groupe fait également une brève apparition dans la série Roswell en 2002 au mariage d'une des héroïnes, puis dans la série de 2004 Les 4400.

### GuestroometIn the Clear(2002–2005)
Forts de ce succès les trois musiciens publient l'année suivante Guestroom, un album de dix reprises de chansons qu'ils apprécient particulièrement, dont Let's Go to Bed de The Cure, I Don't Know Why I Love You de The House of Love, Only a Fool Would Say That de Steely Dan, ou encore L'Anamour de Serge Gainsbourg.
L'année 2005 voit la sortie d'un nouvel album intitulé In the Clear toujours chez Nettwerk, produit par Adam Schlesinger et Andy Chase avec l'aide du britannique Steve Osborne (New Order, Happy Mondays, Starsailor, Elbow). L'album, sans se classer dans les charts, reçoit des avis favorables comme les deux précédents. L'ancien leader de Girls Against Boys Scott McLoud réalise un duo avec Durand sur le morceau de clôture, Feel So Free. Un single présentant le morceau peut-être le plus pop et vigoureux du disque, Thinking About You, est sorti le 1er janvier 2005, deux mois avant la sortie de l'album. Il a été inclus sur la bande originale de deux films : Fever Pitch et Sa mère ou moi ! en 2005.

### All Hours(2006–2011)
Les trois membres d'Ivy se réunissent après une longue pause durant laquelle ils se sont voués à divers projets, musicaux pour Chase (Brookeville) et Schlesinger (Fountains of Wayne), familiaux pour Dominique Durand qui a élevé la famille qu'elle a fondée avec Chase. Ils s'étaient déjà brièvement retrouvés en 2008 pour composer un nouveau disque mais, insatisfaits des démos terminées, avaient décidé d'abandonner complètement le projet. Craignant que la musique d'Ivy ne devienne dorénavant « méconnaissable » et « ennuyeuse », le groupe s'est malgré tout à nouveau réuni pour travailler sur ce qui allait devenir All Hours et, déterminée à prouver qu'un artiste pouvait être créatif tout en élevant une famille, Dominique Durand déclare : « Je ne supporte vraiment pas quand je vois des musiciens, de grands auteurs-compositeurs, devenir tellement ennuyeux après avoir eu des enfants, j'en parle toute la journée mais je n'ai pas besoin d'en parler dans mes chansons », concluant en affirmant : « J'ai besoin de m'évader ». Des sessions d'enregistrement ont finalement lieu au Stratosphere Sound à Manhattan. All Hours sort le 20 septembre 2011 chez Nettwerk et explore de nouveaux sons et genres, combinant indie pop et synthpop avec ambiances électroniques, alors que les disques précédents d'Ivy ne faisaient que « flirter » avec elles.
Adam Schlesinger décède le 1er avril 2020 à Poughkeepsie, dans l'État de New York, des suites d'une infection par la Covid-19.

### Traces of You(2025)
Le trio indie-pop culte des années 1990 mettant en vedette le regretté Adam Schlesinger, Andy Chase et Dominique Durand, ont annoncé leur premier nouvel album en 14 ans. Réalisé à l'aide de démos et de fragments de chansons créés entre 1995 et 2012, l'album Traces of You, présente Schlesinger sur chaque chanson, avec l'aval de sa famille. "Say You Will", dont Schlesinger joue de la basse et du clavier en utilisant une démo de 2009, sera le premier single de l'album qui sortira le 5 septembre via Bar/None Records.  

## Discographie

### Albums studio
- 1995 : Realistic (CD)
- 1997 : Apartment Life (CD)
- 2001 : Long Distance (CD)
- 2003 : Guestroom (CD)
- 2006 : In the Clear (CD)
- 2011 : All Hours (en) (CD)
- 2025 : Traces of You (CD)

### EP et singles
- 1994 : Lately (CD)
- 1994 : Get Enough (CD)
- 1995 : Don't Believe A World (CD)
- 1995 : I Hate December (CD)
- 1997 : The Best Thing (CD)
- 1997 : You Don't Know Anything (CD)
- 1999 : This Is the Day (CD)
- 2000 :  Lucy Doesn't Love You  (CD)
- 2001 : Edge of the Ocean  (2 vinyles et un CD)
- 2005 : Thinking About You  (CD)